# RWD-13
RWD-13 – polski samolot turystyczny skonstruowany przez zespół RWD i produkowany w licznej serii przed II wojną światową.

## Historia

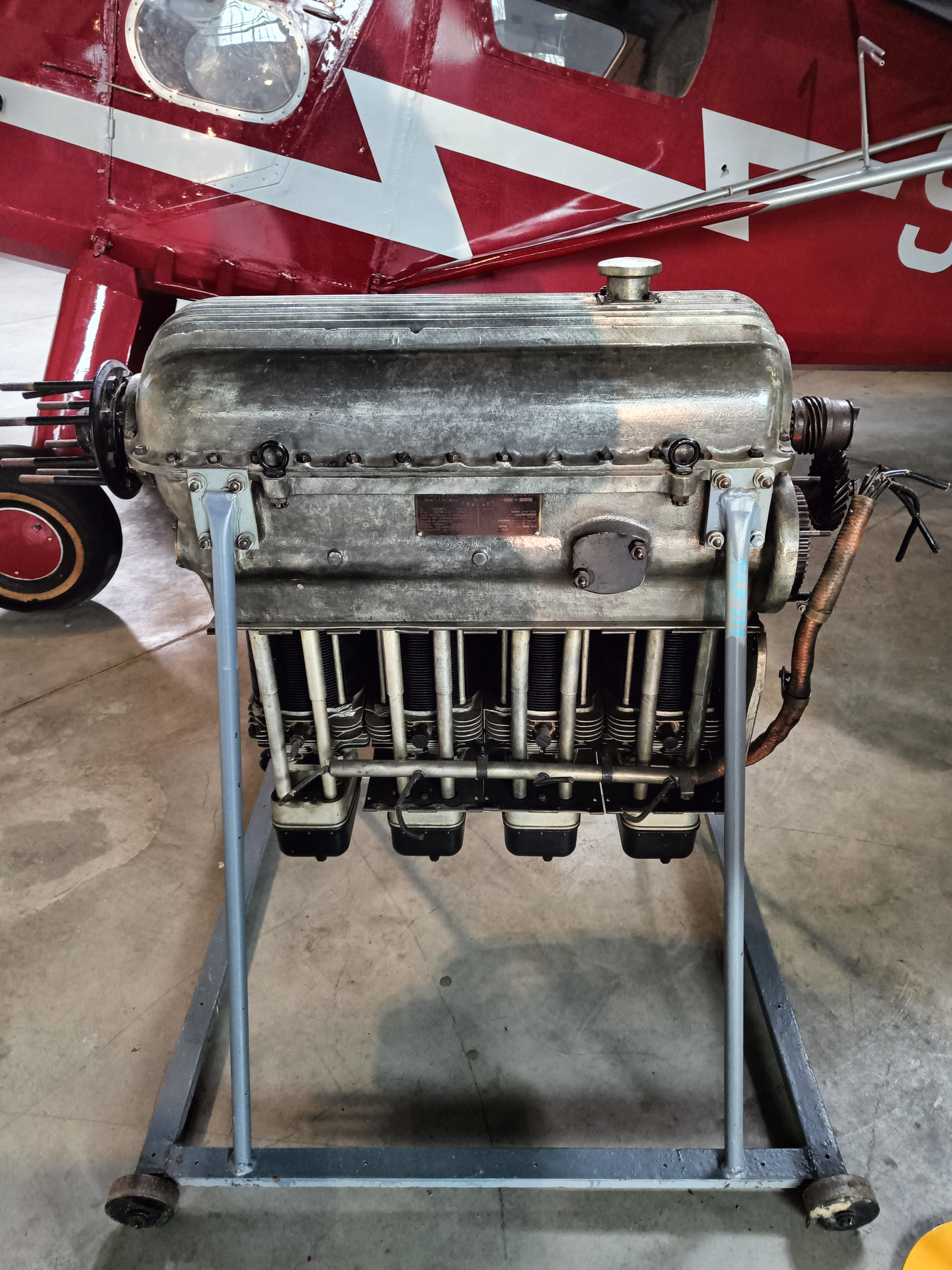
Silnik PZInż. Walter Major eksponowany w MLP w Krakowie

Samolot RWD-13 został skonstruowany pod koniec 1934 roku w Doświadczalnych Warsztatach Lotniczych na Okęciu w Warszawie jako rozwinięcie linii samolotów turystycznych (de facto sportowych): RWD-6 – zwycięzcy Międzynarodowych Zawodów Samolotów Turystycznych Challenge 1932 i RWD-9 – zwycięzcy Challenge 1934. Głównymi konstruktorami byli Stanisław Rogalski i Jerzy Drzewiecki, obliczeniami zajmował się Leszek Dulęba. Ponieważ samolot miał być w odróżnieniu od swoich poprzedników maszyną użytkową, a nie zawodniczą, w porównaniu z RWD-9 miał silnik rzędowy o dwukrotnie mniejszej mocy i mniejszą mechanizację skrzydeł. Mimo to zachował zalety takie jak krótki start i lądowanie, dość dużą prędkość jak na moc silnika oraz łatwość pilotażu i stateczność.  
Prototyp (nr rej SP-AOA) został oblatany 14 stycznia 1935. Do 1939 zbudowano około 85 samolotów w wersji turystycznej.  
Wbrew obiegowym opiniom do budowy prototypu nie został wykorzystany wycofany samolot RWD-6bis. Mit ten wziął się prawdopodobnie stąd, że na pierwszych szkicach samolot miał oznaczenie RWD-6bis zmienione potem na RWD-13. Samolot RWD-13 konstrukcyjnie dużo bliższy był samolotowi RWD-9.
Samolot okazał się bardzo udaną konstrukcją, która pozwoliła zakładom RWD odnieść sukces komercyjny, również za granicą. Samoloty RWD-13 sprzedawane były m.in. do Hiszpanii i Brazylii.
W 1937 opracowano wersję samolotu sanitarnego RWD-13S, posiadającą miejsce na nosze po prawej stronie kabiny oraz odpowiednią klapę po prawej stronie kadłuba. Opracowano też wersję turystyczno-sanitarną RWD-13TS (znaną też jako RWD-13ST), wyposażoną w 3 fotele oraz drzwi do noszy. Po zdemontowaniu prawego fotela można było w jego miejsce wstawić nosze. Do 1939 zbudowano 15 samolotów RWD-13S, w tym kilka RWD-13TS.
Jeden egzemplarz został przez prezydenta Polski przekazany 14 kwietnia 1939 roku szachowi Iranu. Był to prezent z okazji zaślubin Rezy Szacha z egipską księżniczką Fawitią. Na trasie do Tehereanu samolot pilotowali doktor Eugeniusz Przysiecki oraz kapitan Stefan Kryński. Dalszy los maszyny jest nieznany.

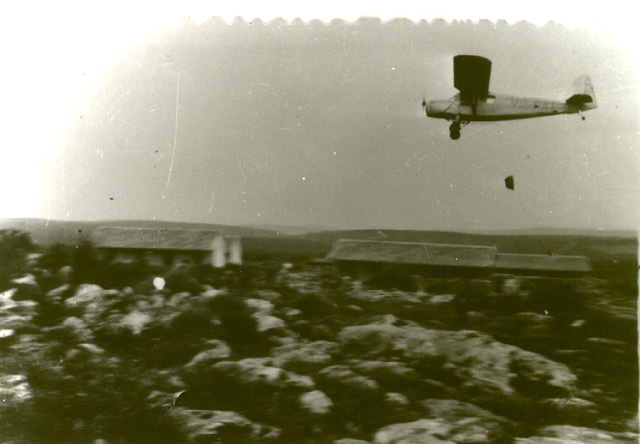
RWD-13 nad kibucem Jechi’am

Dwa egzemplarze zostały nabyte przez żydowską spółkę z Palestyny o nazwie Awiron w latach 40. XX wieku. Otrzymały napisy rejestracyjne VQ-PAM i VQ-PAL. Służyły do lotów komercyjnych oraz szkolenia pilotów Hagany i Palmachu. Używane były w trakcie zamieszek arabskich po II wojnie światowej. Jeden z samolotów wycofany został ze służby ze względu na uszkodzenia w 1948 roku, drugi służył do lat 50. XX wieku w Siłach Powietrznych Izraela.
Wojnę przetrwało kilka egzemplarzy. Nieliczne zostały sprowadzone do Polski. Jeden z nich użytkowany był przez funkcjonariuszy UB. W latach 50. wszystkie samoloty „obce ideologicznie” zostały zniszczone. Zachował się tylko jeden egzemplarz o nr rej. SP-BNU, który można oglądać w ekspozycji Muzeum Lotnictwa Polskiego w Krakowie, drugi zaś (latający) w Museu Asas de um Sonho w Itu k. São Paulo w Brazylii.

## Konstrukcja

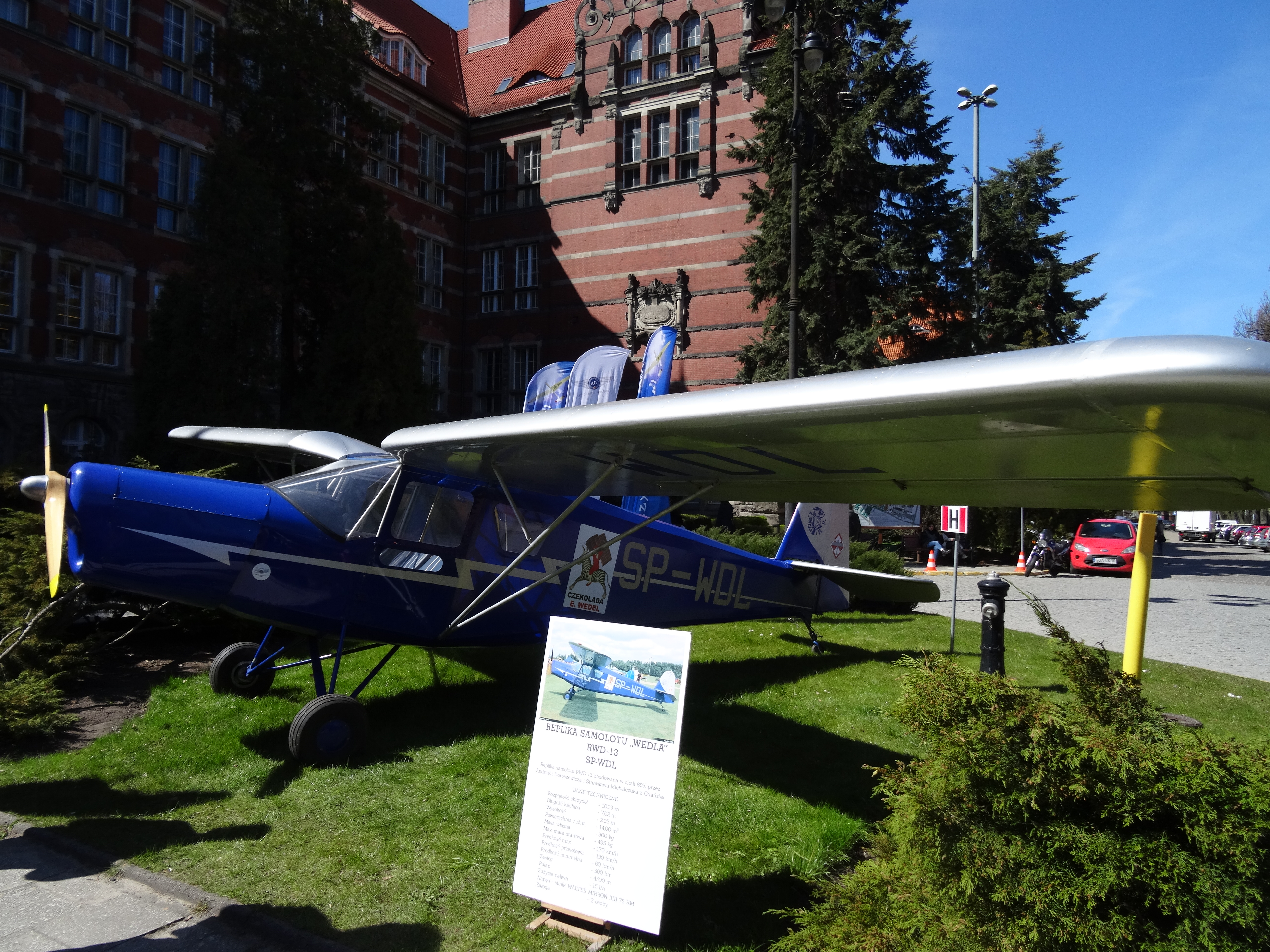
Replika samolotu RWD-13 SP-WDL używanego przed 1939 do transportu i reklamy wyrobów Wedel. Politechnika Gdańska, 2015

Jednosilnikowy trzymiejscowy górnopłat zastrzałowy konstrukcji mieszanej. Kadłub spawany z rur stalowych, kryty płótnem, w przedniej części blachą aluminiową. Proste skrzydła dwudźwigarowe konstrukcji drewnianej kryte płótnem, w przedniej części sklejką, o obrysie prostokątnym, wyposażone w automatyczne sloty. Usterzenie klasyczne, konstrukcji drewnianej, kryte sklejką i płótnem. Podwozie samolotu stałe, klasyczne z płozą ogonową. Kabina trzyosobowa: z przodu dwa fotele z podwójnymi sterownicami, z tyłu jeden fotel i miejsce na bagaż.
Napęd stanowi silnik rzędowy 4-cylindrowy PZInż. Walter Major o mocy startowej 130 KM. Dwa zbiorniki paliwa w płacie mieszczą łącznie 140 litrów paliwa. 